# 吉拉乡
吉拉乡（藏語：སྐེད་ལ་），是中华人民共和国西藏自治区日喀则市仲巴县下辖的一个乡镇级行政单位。

## 行政区划
吉拉乡下辖以下地区：
最仁村、夏木达村和革金村。